# Vrela (gmina Žabljak)
Vrela (cyr. Врела) – wieś w Czarnogórze, w gminie Žabljak. W 2011 roku liczyła 49 mieszkańców.